# 2000年1月逝世人物列表
2000年逝世人物列表：1月 - 2月 - 3月 - 4月 - 5月 - 6月 - 7月 - 8月 - 9月 - 10月 - 11月 - 12月
2000年1月逝世人物列表，是用於匯總2000年1月期間逝世人物的列表。

## 依日期排序

### 1日
- Larry Bearnarth，58歲，美國職業棒球大聯盟球員，死於心臟病發。[1]
- 莫裡斯·哈勒姆，68歲，英國板球運動員。[2]
- 迪克·帕比奇，44歲，美國同性戀權利活動家，死於愛滋病。[3]
- 斯坦·派翠克，77歲，美國NBA籃球運動員。[4]
- Gerda Paumgarten，92歲，奧地利高山滑雪運動員和世界冠軍。
- 科林·沃恩，68歲，澳大利亞裔加拿大電視記者、建築師和城市活動家，死於心臟病發。

### 2日
- 納特·阿德利，68歲，美國爵士音樂家，死於中風。[5]
- 瑪麗亞·梅塞德斯，89歲，西班牙皇室，費利佩六世國王的祖母，死於心臟病發。[6]
- 埃德·多爾蒂，81歲，美式橄欖球運動員和教練。
- Henri René Guieu，73歲，法國科幻作家，死於癌症。[7]
- 派翠克·奧布萊恩，85歲，英國作家。[8]
- 烏林·普萊斯，75歲，英國哲學家和心理學家。[9]
- 安娜·瑪麗亞·馬丁內斯·薩吉，92歲，西班牙詩人、工會會員、記者和女權主義者。[10]
- 埃爾莫·祖姆沃爾特，79歲，美國海軍軍官，死於癌症。[11]

### 3日
- 加布里埃拉·布里默，52歲，墨西哥作家和活動家，死於心臟病發。[12]
- 亨利·H·福勒，91歲，美國律師和政治家，財政部長，死於肺炎。[13]
- 維克多·科洛托夫，50歲，蘇聯/烏克蘭足球運動員。[14]
- 弗蘭克·米勒，83歲，愛爾蘭板球運動員。[15]
- 陳夏雨，82 歲，台灣雕塑家。

### 4日
- 阿爾弗雷德·博爾曼，95歲，德國天文學家。
- Tom Fears，77歲，墨西哥裔美國足球運動員（洛杉磯公羊隊），職業足球名人堂成員。[16]
- 瑪爾塔·霍普夫納，88歲，德國藝術家和攝影師。[17]
- 迪瑟·克雷布斯，52歲，德國演員，歌舞表演藝術家和喜劇演員，死於肺癌。[18]
- Spiridon Markezinis，90歲，希臘政治家和總理。
- 約翰·米爾納，50歲，美國棒球運動員，死於肺癌。[19]
- 路易士·穆奇，90歲，美國爵士小號手。
- 亨利·普萊森特斯，89歲，美國音樂評論家和情報官員，死於主動脈破裂。[20]

### 5日
- Turid Balke，78歲，挪威女演員、劇作家和藝術家。
- 谢冰莹，93歲，中國軍人、作家。[21]
- 伯納德·佈雷恩，85歲，英國政治家。[22]
- 小島剛夕，71歲，日本漫畫家。[23]
- Kumar Ponnambalam，61歲，斯裡蘭卡泰米爾律師和政治家，被暗殺。
- 霍珀·裡德，89歲，英國板球運動員。[24]
- Vic Schoen，83歲，美國樂隊領隊、編曲家和作曲家。[25]
- K. L. Shrimali，90歲，印度政治家和教育家。
- 伯恩哈德·威基，80歲，奧地利演員和電影導演。[26]

### 6日
- Leonard F. Chapman， Jr.，86歲，美國海軍陸戰隊將軍，死於癌症。
- 邁克爾·雷克斯·霍恩，78歲，英國結構工程師，科學家和學者。
- 拜倫·L·詹森，82歲，美國經濟學家和政治家。[27]
- 湯瑪斯·賈米森·麥克布萊德，85歲，美國法學家。[28]
- 唐·馬丁，68歲，美國漫畫家（MAD雜誌），死於癌症。[29]
- Edward Pain，74歲，澳大利亞奧運賽艇運動員。[30]
- 瑪律維娜·波羅，96歲，美國電影女演員。
- Horst Seemann，62歲，德國電影導演和編劇。[31]
- 阿吉特·普拉塔普·辛格，82歲，印度政治家。
- Robert McG. Thomas， Jr.，60歲，美國記者和訃告作者，死於腹部癌症。[32]
- 阿列克謝·維茲馬納文，40歲，俄羅斯國際象棋特級大師，死於心臟病發。

### 7日
- Zainal Abidin，71歲，印尼演員。
- 加里·奧爾布賴特（Gary Albright），36歲，美國職業摔跤手，心臟病發作。
- 羅伯特·克羅斯比（Robert B. Crosby），88歲，美國政治家。
- 馬赫穆德·埃桑巴耶夫（Makhmud Esambayev），75歲，蘇聯和俄羅斯演員和舞蹈家。[33]
- 肯·基沃斯（Ken Keyworth），65歲，英國足球運動員。[34]
- 鮑勃·麥克法登（Bob McFadden），76歲，美國配音演員，肌萎縮側索硬化症。[35]
- 小羅伯特·麥格·湯瑪斯（Robert McG. Thomas Jr.），60歲，美國記者。[36]
- 伯尼斯·佩特克雷（Bernice Petkere），98歲，美國詞曲作者。[37]
- Dorian Shainin，85歲，美國質量顧問，航空工程師和作家。
- 羅迪卡·西米恩（Rodica Simion），44歲，羅馬尼亞裔美國數學家。
- 克勞斯·溫尼曼（Klaus Wennemann），59歲，德國電視和電影演員，肺癌。[38]

### 8日
- 卡爾·阿達梅克，89歲，奧地利足球運動員和經理。[39]
- 比爾·多姆，69歲，加拿大政治家。[40]
- 亨利·埃里克松，79歲，瑞典中長跑運動員和奧運冠軍。[41]
- 黄仁宇，81歲，中國歷史學家和哲學家，死於心臟病發。[42]
- 希拉里·斯马特，74歲，美國男子帆船運動員。[43]
- 傑克·斯托克斯，76歲，加拿大政治家，死於肺癌。
- 弗里茨·蒂德曼，81歲，德國馬術運動員。[44]
- 沃倫·H·瓦格納，79歲，美國植物學家。

### 9日
- 瑪格麗特·邱吉爾，89歲，美國電影女演員。[45]
- 愛德華·R·科尼，76歲，美國記者和報紙主管，死於阿爾茨海默氏症的肺炎和併發症。[46]
- 阿諾德·亞歷山大·霍爾，84歲，英國航空工程師、科學家和實業家。[47]
- Poul Mejer，68歲，丹麥足球運動員。
- 奈傑爾·特蘭特，90歲，蘇格蘭作家。[48]
- 布鲁诺·赛维，81歲，意大利建築師、歷史學家、策展人和作家。[49]

### 10日
- 亞瑟·巴塔尼德斯（Arthur Batanides），76歲，美國影視演員。[50]
- 瑪克辛·埃利奧特·希克斯（Maxine Elliott Hicks），95歲，美國女演員。
- 山姆·賈菲（Sam Jaffe），98歲，美國電影經紀人、製片人、製片廠高管。[51]
- 吉布森·賈洛，60歲，奈及利亞陸軍上將。
- 理查詹姆森，47歲，北愛爾蘭忠誠者和准軍事指揮官，被槍殺。
- 克里夫·勞埃德，83歲，威爾士足球運動員。
- 約翰·紐蘭德，82歲，美國導演和演員，中風。[52]

### 11日
- 貝蒂·阿奇代爾，92歲，英裔澳大利亞女運動員和教育家。[53]
- 菲爾·卡里克，47歲，英國板球運動員，死於白血病。[54]
- 海倫娜·卡特，76歲，美國女演員。[55]
- 巴尼·柴爾茲，73歲，美國作曲家和教師，死於帕金森病。[56]
- 威廉·格雷，88歲，德國外交官和國際法教授。[57]
- 鮑勃·萊蒙，79歲，美國棒球運動員和經理。[58]
- 所羅門·馬馬婁尼，56歲，所羅門群島政治家和總理，死於腎病。
- 威廉·安德魯·麥克唐納，86歲，美國考古學家。[59]
- 拉爾夫·普萊斯，83歲，美國賽艇運動員和奧運冠軍。[60]
- 戈登·賴特，87歲，美國歷史學家。[61]
- 帕沃·扎尼奇，81歲，南斯拉夫天主教會主教。

### 12日
- 馬克·大衛斯，86歲，美國動畫師[62]
- Dan Duchaine，47歲，美國健美運動員，作家，被定罪的重罪犯，死於多囊腎病。
- V. R. Nedunchezhiyan，79歲，印度政治家，泰米爾納德邦首席部長，死於心臟衰竭。
- 鲍比·菲尔斯，30歲，美國籃球運動員，死於車禍。[63]
- 瑪格麗特·哈欽森·盧梭，89歲，美國化學工程師。
- 亞歷克斯·賴特，69歲，蘇格蘭足球運動員和經理。

### 13日
- 布朗普頓的亨德森男爵彼得·亨德森，77歲，英國公務員，議會秘書。[64]
- 埃裡克·多德森，79歲，英國演員。
- Herbert S. Gutowsky，80歲，美國化學家。[65]
- 安蒂·海瓦里寧，67歲，芬蘭跳臺滑雪運動員、教練和奧運冠軍。[66]
- 伊莉莎白·克爾（Elizabeth Kerr），87歲，美國女演員、戲劇製作人和導演。
- 阿爾文·利伯曼（Alvin Liberman），82歲，美國心理學家，心臟手術期間的併發症。[67]
- 约翰·永格伦，80歲，瑞典競走運動員和奧運冠軍。[68]
- 阿爾佛雷德·恩佐，74歲，南非政治活動家。[69]
- 大野乾，71歲，日裔美國遺傳學家和進化生物學家。[70]
- Enric Valor i Vives，88歲，西班牙作家和語法學家。[71]

### 14日
- Meche Barba，77歲，美籍墨西哥電影女演員和舞蹈家，死於心臟病發。[72]
- 阿爾方斯·布達德（Alphonse Boudard），74歲，法國小說家和劇作家。[73]
- 派特·博耶特（Pat Boyette），76歲，美國廣播員和漫畫家（和平締造者），食道癌。
- Giusi Raspani Dandolo，83歲，義大利舞臺、電影、電視和廣播女演員。
- 瓜達盧佩·韋爾塔（Guadalupe Huerta），79歲，美國西班牙裔活動家和遊說者。
- Bijan Jalali，72歲，伊朗詩人和作家。[74]
- 漢斯-約阿希姆·卡勒（Hans-Joachim Kahler），91歲，二戰期間的德國將軍。
- Alain Poiré，82歲，法國電影製片人，癌症。[75]
- 克利福德·特魯斯德爾（Clifford Truesdell），80歲，美國數學家。[76]
- M. V. Venkatram，79歲，來自泰米爾納德邦的印度作家。
- 倫納德·魏斯加德，83歲，美國兒童作家和插畫家。[77]
- 托米斯拉夫·佐格拉夫斯基，65歲，馬其頓作曲家。

### 15日
- 貝麗爾·克拉克（Beryl Clark），82歲，美國橄欖球運動員。[78]
- Georges-Henri Lévesque，96歲，加拿大多明尼加牧師和社會學家。[79]
- 伊夫·馬里奧特（Yves Mariot），51歲，法國足球運動員，動脈瘤。[80]
- 安妮·帕爾門，73歲，荷蘭歌手。
- 傑利科·拉茲尼亞托維奇，47歲，塞爾維亞暴徒和准軍事指揮官，被殺。[81]
- Alf Ringstead，72歲，愛爾蘭足球運動員。[82]
- 弗蘭·里安，83歲，美國女演員。[83]

### 16日
- 沃爾夫·阿克瓦，88歲，德國演員。[84]
- 吉恩·哈裡斯，66歲，美國爵士鋼琴家。[85]
- Will “Dub” Jones，71歲，美國R&B歌手，死於糖尿病。[86]
- T. N. Kaul，87歲，印度外交官。[87]
- 拜薩姆，85歲，美國體育節目主持人。[88]
- 罗伯特·赖斯本·威尔逊，85歲，美國物理學家，曼哈頓計劃團隊成員。[89]

### 17日
- 卡爾·福伯格（Carl Forberg），88歲，美國賽車手。
- 斯蒂芬·福克斯（Stephen Fuchs），91歲，奧地利天主教神父、傳教士和人類學家。
- Andrej Hieng，74歲，斯洛維尼亞作家、劇作家和戲劇導演。
- 菲力浦·鐘斯（Philip Jones），71歲，英國小號手。[90]
- 拉爾夫·安布羅斯·凱克威克（Ralph Ambrose Kekwick），91歲，英國生物化學家。
- Ion Rațiu，82歲，羅馬尼亞外交官、記者、作家和政治家。[91]
- 亞瑟·薩格（Arthur Sager），95歲，美國田徑運動員和奧運選手。[92]
- 侯賽因·韋利奧盧，48歲，庫爾德真主黨領導人，被槍殺。

### 18日
- 小阿爾弗雷德·納什·比德斯頓，87歲，美國政治家。
- 戈登·查默斯，88歲，美國游泳運動員、游泳教練和奧運選手。[93]
- 南希·科爾曼，87歲，美國女演員。[94]
- 弗朗西絲·德雷克，87歲，美國女演員。[95]
- 傑斯特·海爾斯頓，98歲，美國演員和作曲家。[96]
- 弗朗西斯·哈斯克爾，71歲，英國藝術史學家。[97]
- 雷蒙德·布倫丹·曼寧，65歲，美國癌症學家。[98]
- Gordon J. McCann，92歲，加拿大純種馬訓練師。
- 亞瑟·納什，85歲，加拿大冰球運動員和奧運選手。[99]
- 瑪格麗特·舒特-利霍茨基，102歲，第二次世界大戰期間奧地利共產主義抵抗運動成員。[100]

### 19日
- 維克多·布魯克斯（Victor Brooks），81歲，英國電影和電視演員。
- M. A. Chidambaram，81歲，印度實業家和板球管理員。
- 路易吉·基纳佐（Luigi Chinazzo），67歲，義大利摔跤手和奧運選手。[101]
- 贝蒂诺·克拉克西，65歲，義大利政治家，總理（1983-1987），糖尿病。[102]
- 比利·德威爾（Billy Dewell），83歲，美國橄欖球運動員。[103]
- 安塞爾莫·費爾南德斯（Anselmo Fernandez），81歲，葡萄牙建築師和足球經理。
- 維多利亞·弗羅姆金（Victoria Fromkin），76歲，美國語言學家，結直腸癌。[104]
- 弗雷德里克·歐文·赫茨伯格（Frederick Irving Herzberg），76歲，美國心理學家。[105]
- 海蒂·拉玛（Hedy Lamarr），85歲，奧地利女演員（《參孫和黛利拉》《阿爾及爾》《白色貨物》），心血管疾病。[106]
- 曼尼·蒙特霍（Manny Montejo），64歲，古巴棒球運動員（底特律老虎隊）。[107]
- 林恩·邁爾斯（Lynn Myers），85歲，美國棒球運動員。[108]
- 艾倫·諾斯（Alan North），79歲，美國演員（Serpico，Highlander，Glory），腎癌，肺癌。 [109]
- 伊拉·佩蒂娜（Irra Petina），91歲，俄裔美國女演員、歌手和女低音。[110]
- 海因里希·施羅特勒（Heinrich Schroeteler），84歲，二戰期間的德國雕塑家和U型潛艇指揮官。[111]
- 喬治·萊德亞德·斯特賓斯（George Ledyard Stebbins），94歲，美國植物學家，癌症。[112]
- Chhean Vam，83歲，柬埔寨政治家和民族主義者。[113]
- 斯坦利·韋斯頓（Stanley Weston），76歲，英國籃球運動員。[114]
- 雷克斯·威利斯（Rex Willis），75歲，威爾士橄欖球聯盟球員。[115]

### 20日
- 查克·考特尼，69歲，美國演員和特技演員，自殺身亡。
- 羅伯特·亨勒（Robert J. Henle），90歲，美國天主教神父、耶穌會士和哲學家。
- 羅恩·赫貝爾（Ron Herbel），62歲，美國棒球運動員。[116]
- 斯拉夫科·亞涅夫斯基，80歲，馬其頓詩人、散文和劇本作家。
- 唐·薩繆爾森（Don Samuelson），86歲，美國政治家，愛達荷州州長，心臟病發作。[117]
- 伊莎貝拉·尤里耶娃，100歲，蘇聯俄羅斯浪漫歌手。

### 21日
- 克利斯蒂安·阿斯達爾，79歲，挪威政治家。
- 約翰·A·卡爾霍恩，81歲，美國外交官。[118]
- 達格瑪·埃德奎斯特（Dagmar Edqvist），96歲，瑞典作家和編劇。
- 賽義卜·薩拉姆（Saeb Salam），95歲，黎巴嫩政治家和總理，心臟病發作。[119]
- 伯納德·烏內特（Bernard Unett），63歲，英國賽車手，癌症。[120]
- 何英傑，人稱「何伯」，香港煙草有限公司創辦人及前董事長

### 22日
- 維克多·卡瓦洛，52歲，義大利演員和地下作家，死於丙型肝炎患者。[121]
- 克雷格·克萊伯恩（Craig Claiborne），79歲，美國餐廳評論家。[122]
- 埃德·克拉克（Ed Clark），88歲，美國攝影師。[123]
- Carlo Cossutta，67歲，義大利歌劇演員，肝癌。[124]
- 阿爾·科斯特洛（Al Costello），80歲，義大利裔澳大利亞職業摔跤手，肺炎。
- 彼得·古爾德，67歲，美國地理學家和學者。[125]
- 原田正夫，87歲，日本運動員，奧運會銀牌得主。[126]
- 安妮·赫伯特，83歲，法裔加拿大作家和詩人，死於骨癌。[127]
- Alan Pryce-Jones，91歲，英國書評人、作家、記者和政治家。[128]
- 戴苏理，80歲，中國政治家。
- 歐內斯特·威廉·斯旺頓，92歲，英國板球評論員。[129]
- Balaupasakage Yasodis Tudawe，84歲，斯裡蘭卡政治家。

### 23日
- 成田金（成田きん），108歲，日本人瑞，她与胞妹曾同是吉尼斯世界纪录記載的“人类史上最长寿双胞胎”。
- 威利·漢密爾頓，82歲，英國政治家。[130]
- 喬治·霍斯金斯，71歲，紐西蘭跑步運動員和奧運選手。[131]
- 尼古拉斯·納吉-塔拉韋拉，70歲，匈牙利裔美國持不同政見者、歷史學家和作家。
- 羅德里克·奧康納，90歲，北愛爾蘭政治家。
- 威廉·亞歷山大·薩頓，82歲，紐西蘭畫家。

### 24日
- 傑弗里·博阿姆，53歲，美國編劇，死於心臟衰竭。[132]
- 小西奧多·布林內克，78歲，奧地利足球運動員。[133]
- 卡爾·湯瑪斯·柯蒂斯，94歲，美國政治家。[134]
- Bobby Duncum， Jr.，34歲，美國職業摔跤手，意外過量服用。
- Massimo Severo Giannini，84歲，義大利律師和政治家。
- 塔季揚娜·別特連科-薩穆森科，61歲，蘇聯擊劍運動員和奧運冠軍。[135]
- 雷諾茲·舒爾茨，78歲，美國政治家，堪薩斯州副州長。

### 25日
- 戴爾·奧爾福德，83歲，美國眼科醫生和政治家，死於充血性心臟衰竭。[136]
- Folke Ekström，93歲，瑞典國際象棋大師。
- Herta Freitag，91歲，奧地利裔美國數學家。[137]
- Lin Halliday，63歲，美國薩克斯演奏家。
- 亞歷山大·伊利，87歲，愛沙尼亞籃球運動員和籃球教練。[138]
- P. Lankesh，64歲，印度詩人、作家、劇作家和記者，心臟病發作。
- 湯姆·佩迪戈，59歲，美國布景設計師

### 26日
- Don Budge，84歲，美國網球運動員，死於交通事故。[139]
- 凱薩琳·黑爾（Kathleen Hale），101歲，英國藝術家、插畫家和兒童作家。[140]
- 讓-克洛德·伊佐（Jean-Claude Izzo），54歲，法國詩人、劇作家和小說家，癌症患者。[141]
- 阿道夫·皮爾奇，85歲，二戰期間波蘭抵抗戰士。
- Don Ralke，79歲，美國音樂編曲家。[141]
- 比爾·斯特裡克蘭，91歲，美國棒球運動員。[142]
- 阿迪卜·塔赫爾扎德，78歲，伊朗巴哈伊作家。[143]
- Adib Taherzadeh, 78, Iranian Baháʼí author.[144]
- A. E. van Vogt，87歲，加拿大科幻作家，死於肺炎。[145]

### 27日
- Don Abney，76歲，美國爵士鋼琴家，死於腎透析併發症。[146]
- 梅·法格斯，67歲，美國短跑運動員，死於癌症。[147]
- 弗里德里希·古爾達，69歲，奧地利鋼琴家，死於心臟衰竭。[148]
- 馬塔圖，72歲，葡萄牙足球運動員。[149]
- 奈良节雄，63歲，日本籃球運動員。[150]
- Jerzy Potz，46歲，波蘭冰球運動員，死於癌症。[151]
- Abner W. Sibal，78歲，美國政治家。[152]
- 伯特·斯普羅斯頓，85歲，英格蘭足球運動員。[153]

### 28日
- 莎拉·考德威爾（Sarah Caudwell），60歲，英國偵探小說作家和大律師，癌症。[154]
- 托尼·道爾（Tony Doyle），58歲，愛爾蘭電視和電影演員。[155]
- 勞里斯·埃德蒙（Lauris Edmond），75歲，紐西蘭詩人和作家。
- Ron Feiereisel，68歲，美國籃球運動員和教練。[156]
- 泰德·古利奇（Ted Gullic），93歲，美國棒球運動員。[157]
- 休·格思里（Hugh Guthrie），89歲，澳大利亞政治家。
- 埃德·赫希（Ed Hirsch），78歲，美國橄欖球運動員。[158]
- 貝特爾·勞林（Bertel Lauring），72歲，丹麥電影演員。
- Gad Rausing，77歲，瑞典實業家。[159]
- 喬伊·謝爾頓，77歲，英國女演員，死於肺氣腫。
- 肯尼斯·沃勒，72歲，英國演員。

### 29日
- 喬治·麥克圖南·卡欣，82歲，美國歷史學家和政治學家。[160]
- 赫伯特·席勒，80歲，美國媒體評論家、社會學家和作家。[161]
- Hannes Schmidhauser，73歲，瑞士演員和足球運動員。[162]
- E. L. Senanayake，79歲，斯里蘭卡政治家。
- 哈裡·湯普森，84歲，英格蘭足球運動員和經理。[163]

### 30日
- 馬丁·阿爾德裡奇，25歲，英格蘭足球運動員，死於車禍。[164]
- 伊西多爾·多林格（Isidore Dollinger），96歲，美國政治家。[165]
- 西格瓦德·阿恩·埃克倫德（Sigvard Arne Eklund），88歲，瑞典政治家。[166]
- 安傑洛·英諾森·費爾南德斯，86歲，印度羅馬天主教大主教。
- 卡爾-弗里德里希·霍克爾，88歲，二戰期間的德國戰犯和黨衛軍指揮官。
- 史蒂夫·利特爾，34歲，美國拳擊手，死於結腸癌。
- 約瑟夫·羅斯柴爾德，68歲，美國歷史學家和政治學家。[167]

### 31日
- 刘丹 (1972年)，中國女演員。
- 馬丁·本拉斯，73歲，德國電影演員，死於癌症。[168]
- Bendt Jørgensen，75歲，丹麥足球運動員和經理。
- 吉爾·凱恩，73歲，美國漫畫家，淋巴瘤。[169]
- Vasant Shankar Kanetkar，79歲，印度馬拉地語劇作家和小說家。
- 拉爾夫·曼扎，78歲，美國演員[170]
- 羅斯·羅素，90歲，美國爵士樂製作人和作家。[171]
- 賈法爾·薩爾馬西，81歲，伊朗舉重運動員和奧運獎牌得主。[172]
- K. N. Singh，91歲，印度演員。[173]
- 亞瑟·威爾遜，91歲，英格蘭足球運動員。
- Si Zentner，82歲，美國長號手和爵士大樂隊領隊。[174]